# Мотовилово (Верховажский район)
Мотовилово — деревня в Верховажском районе Вологодской области.
Входит в состав Нижне-Важского сельского поселения (до 2015 года входила в Терменгское сельское поселение), с точки зрения административно-территориального деления — в Терменгский сельсовет.
Расстояние по автодороге до районного центра Верховажья — 15,8 км, до деревни Куколовской — 8,9 км. Ближайшие населённые пункты — Лымзино, Стиховская, Подведежье, Коптяевская, Каличье.
По переписи 2002 года население — 6 человек.